# Août 1925

## Événements
- 1er août : inauguration à Paris de l’Exposition internationale des Arts Décoratifs et industriels modernes. Fondation de l’Institut d’ethnologie de l’université de Paris.
- 3 - 7 aout : le 17e congrès mondial d’espéranto a lieu à Genève.
- 4 août : Hendrikus Colijn, Premier ministre aux Pays-Bas.
- 7 août : création de la WASU (West african Student Union) à Londres.
- 7 au 9 août : un équipage français (Drouhin et Landry) bat le record de durée de vol : 45 heures et 11 minutes, entre Chartres et Étampes sur un Farman F.62 modifié en monomoteur.
- 12 août : le théologien égyptien Ali Abderraziq est banni de l'université al-Azhar pour avoir formulé des thèses favorables à la laïcité dans son livre L'Islam et les fondements du pouvoir[1].
- 19 août : première conférence œcuménique, à Stockholm, rassemblant des représentants des religions anglicane, protestante et grecque orthodoxe, organisée par l'archevêque luthérien suédois Nathan Söderblom.
- 22 août[2] : démission de Lyautey, résident général au Maroc. Pétain prend en main les opérations militaires dans le Rif.
- 30 août : un plébiscite approuve la Constitution politique de la République du Chili

## Naissances
- 2 août : Jorge Rafael Videla, militaire et homme politique argentin († 17 mai 2013).
- 3 août : Alain Touraine, sociologue français († 9 juin 2023).
- 6 août : Conchita Ramos, résistante républicaine espagnole toulousaine († 27 août 2019)
- 7 août : Armand Gaétan Razafindratandra, cardinal malgache, archevêque émérite d'Antananarivo († 9 janvier 2010).
- 15 août : 
  - Oscar Peterson, pianiste et compositeur de jazz canadien († 23 décembre 2007)
  - Mike Connors, acteur et producteur américain († 26 janvier 2017).
- 16 août :
  - Monique Bouchez, féministe française
  - Mal Waldron, pianiste de jazz américain († 2 décembre 2002).
- 17 août : Xavier Nicole, adolescent résistant français pendant la Seconde Guerre mondiale († 21 septembre 1990).
- 21 août : Maurice Pialat, réalisateur de films français († 11 janvier 2003).
- 26 août : Jack Hirshleifer, économiste américain († 26 juillet 2005).
- 27 août : 
  - Andrea Cordero Lanza di Montezemolo, cardinal italien, archiprêtre de la basilique Saint-Paul-hors-les-murs († 19 novembre 2017).
  - Darry Cowl (André Darricau), comédien français († 14 février 2006).
  - Georgette ROBERT (née Schmitt) († 6 novembre 2018)
- 28 août : Donald O'Connor, danseur acteur américain († 27 septembre 2003).
- 30 août : Laurent de Brunhoff, auteur et illustrateur français († 22 mars 2024).

## Décès
- 15 août : Adam Beck, homme politique ontarien.
- 18 août : Gaston Cyprès, footballeur Français.